# 阿部夕起
阿部 夕起（あべ ゆき、8月26日 - ）は、宮城県仙台市出身のローカルタレント。宮城県を中心に活動している。
現在は「阿部 侑生」という名前で活動している。A型。

## 経歴
- 東北学院大学経済学部経済学科卒業。
- 卒業後、オンワード樫山に入社。 3年後、同社を退社。
- その後、フリーアナウンサーとして独立。ミヤギテレビ「OH!バンデス」で10年間リポーターを務める。

## 出演番組

### 過去
- 1995年～2005年／ミヤギテレビ「OH!バンデス」